# Фаршировані печериці

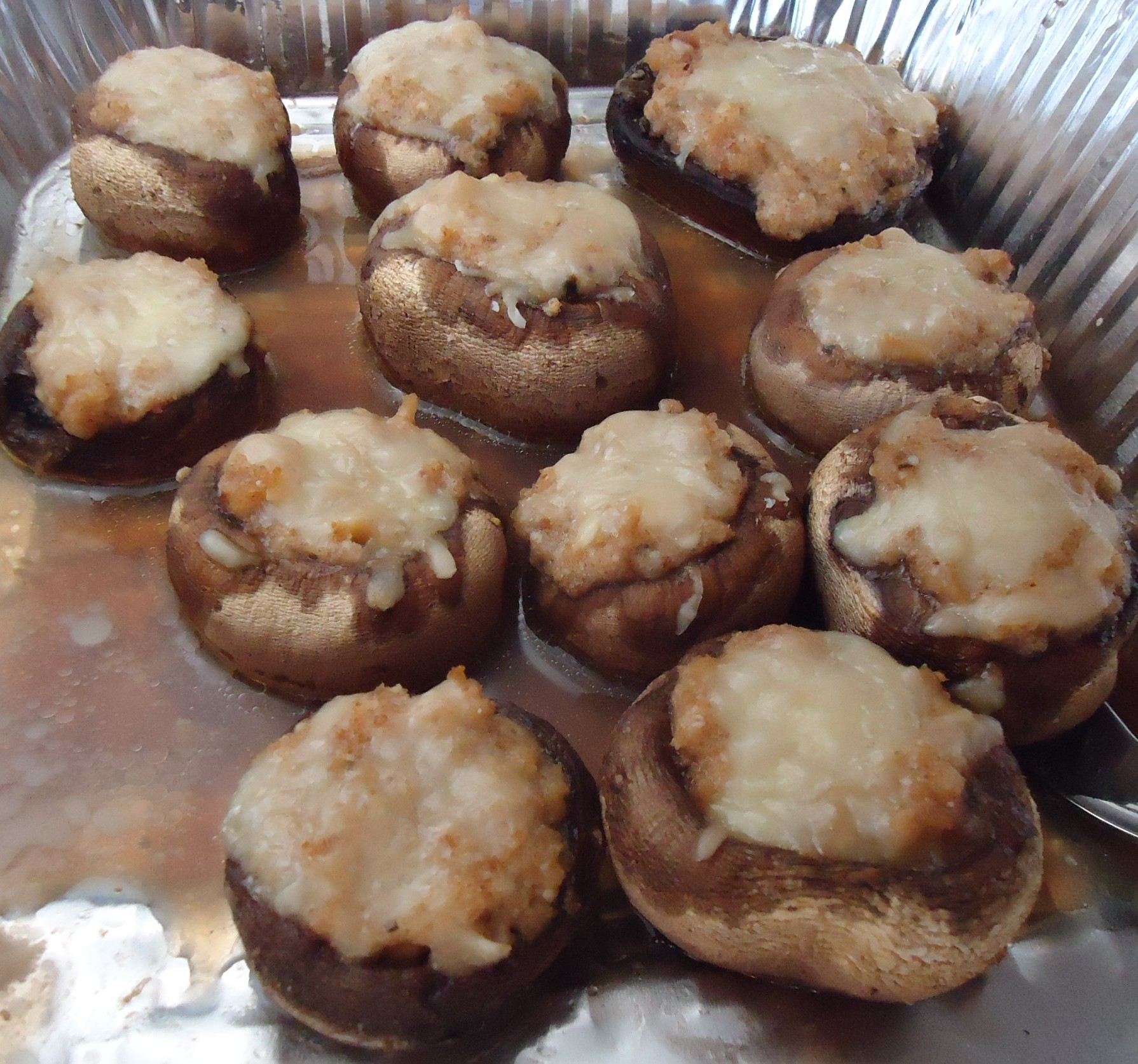
Фаршировані печериці як закуска

Фаршировані печериці — грибна страва в деяких європейських кухнях. Сервірується як гарнір до м'ясних страв або як закуска. Для фарширування найкраще підходять якомога більші та свіжі гриби.
У класичному рецепті від Оґюста Ескоф'є капелюшки печериць середнього розміру, збризкані олією, попередньо підсушують на деці в духовій шафі і потім начиняють соусом на основі дюкселя, змішаним з хлібною крихтою. Перед запіканням печериці посипають панірувальними сухарями і додають кілька крапель вершкового масла. Крім грибної начинки в різних варіаціях, у тому числі з додаванням тертого сиру, для фарширування печериць застосовується курячий фарш.